# Турко, Марти
Ма́рти Ту́рко (англ. Marty Archibald Turco; род. 13 августа 1975 года, в Су-Сент-Мари, Онтарио, Канада) — канадский хоккеист, вратарь.

## Игровая карьера
В отличие от большинства канадцев, выступающих в НХЛ, Марти Турко никогда не играл в основных юниорских хоккейных лигах. Он начинал свою игровую карьеру в команде Мичиганского университета, с которой выигрывал два чемпионата NCAA.
На драфте НХЛ 1994 года Турко был задрафтован командой «Даллас Старз» в пятом раунде под общим 124 номером.
За четыре года выступлений в Мичигане, Марти завоевал множество индивидуальных призов, в частности, становился лучшим игроком чемпионата и входил в сборную лучших игроков NCAA.
В 1998 году Марти попадает в аффилированный с «Даллас Старз» клуб из ИХЛ — «Мичиган К-Вингз», а по окончании сезона признаётся лучшим новичком чемпионата ИХЛ.
После двух сезонов выступлений за «К-Вингз», Турко была предоставлена возможность быть вторым голкипером в «Даллас Старз». Таким образом, последующие два года Марти провел в НХЛ в качестве резервного игрока. Но уже после сезона 2001/02, руководство «Далласа» решает сделать Турко первым голкипером команды, позволив Эду Бельфору, который был до этого основным вратарем, отправиться в «Торонто Мейпл Лифс».

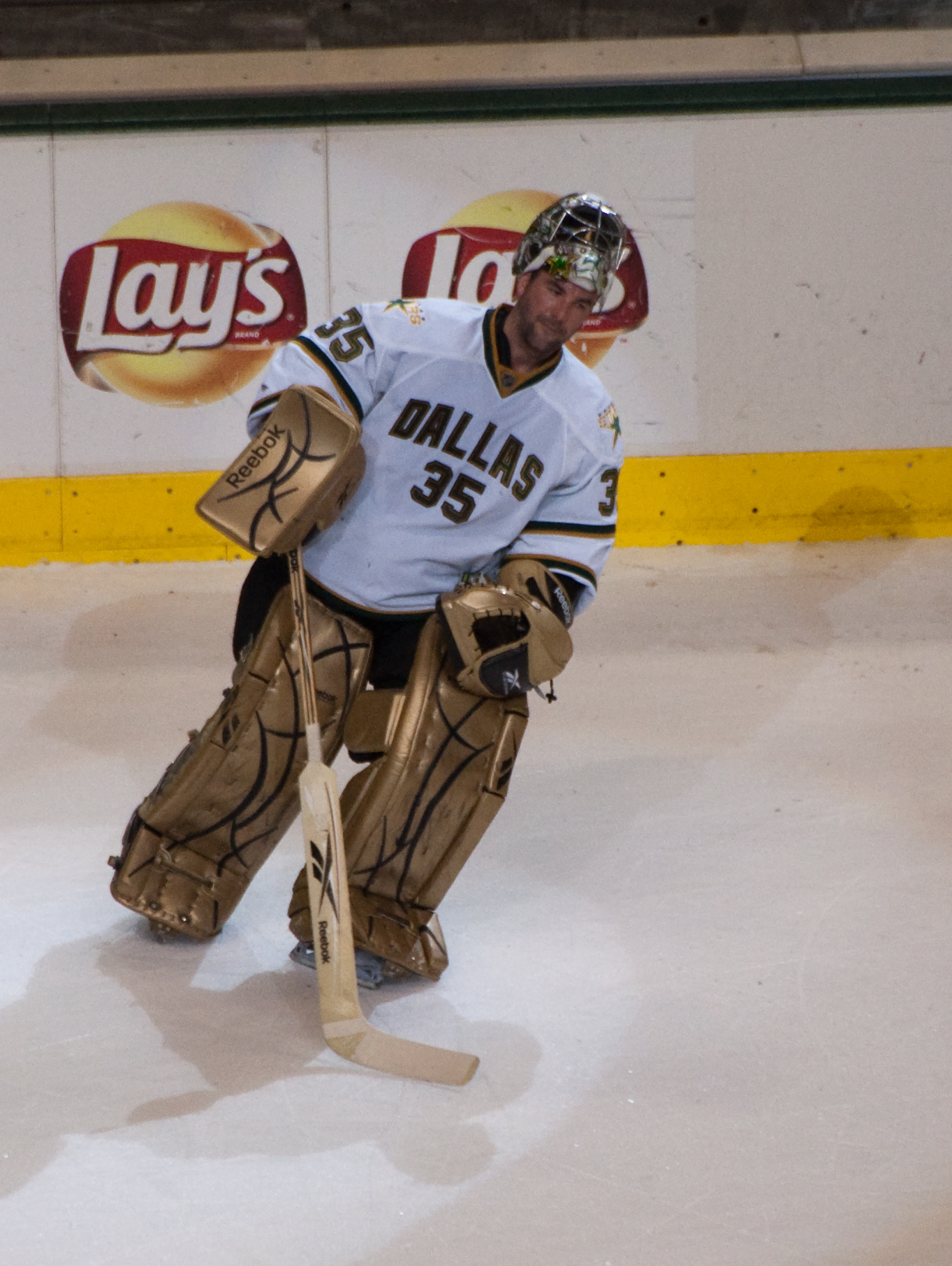
Турко в 2009 году

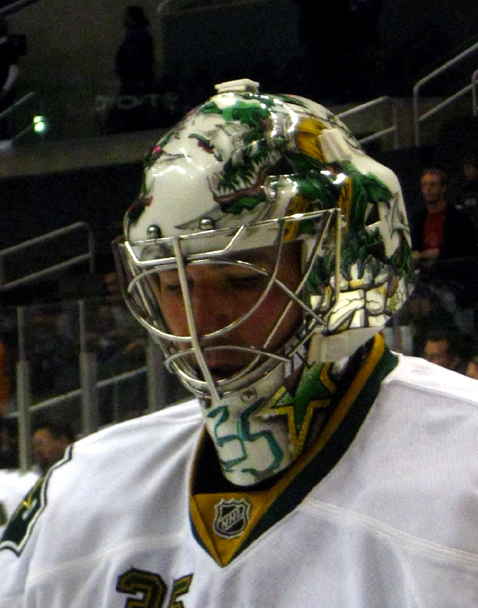
Турко в форме «Даллас Старз»

В свой первый сезон в качестве основного голкипера «Даллас Старз» — 2002/03, Марти Турко установил современный рекорд НХЛ по среднему показателю пропущенных шайб за игру — 1.72 (однако через год рекорд Турко побил другой вратарь — Микка Кипрусофф, его показатель остановился в 1.69 пропущенных шайб за игру). По ходу сезона Марти сыграл в Матче всех звёзд НХЛ, а по итогам чемпионата занял второе место в голосовании за Везина Трофи, уступив лишь Мартину Бродо. А его процент в 93.2 отраженных бросков за игру и вовсе стал лучшим в НХЛ в этом сезоне. Несмотря на это, Турко не удалось провести свой «Даллас» дальше полуфинала Западной конференции.
По ходу сезона 2003/04 Турко продолжал демонстрировать блистательную игру, за что снова был приглашён на Матч всех звёзд НХЛ. Однако, успехи своего основного голкипера не смогли мотивировать «Даллас» пройти хотя бы первый раунд плей-офф Кубка Стенли.
В сезоне 2005/06 Даллас одержал 41 победу, в то время, когда их ворота защищал Марти Турко — это лучший показатель в карьере канадца. Но в плей-офф, как и двумя годами раннее, Турко не получил должного опыта в играх плей-офф. «Старз» оступились в первом раунде, снова проиграв в пяти играх, и снова команде «Колорадо Эвеланш».
13 апреля 2007 года, в первой и единственной серии плей-офф в сезоне 2006/07 для команды «Даллас Старз» с «Ванкувер Кэнакс», Турко записал в свой актив первый «сухарь» в плей-офф Кубка Стенли. После игры Марти заявил: «Мы знаем, что можем победить этих парней здесь — в Ванкувере, у себя дома — в Далласе, или в любом другом месте». Однако Марти не смог уберечь свои ворота в неприкосновенности в третьей игре серии с «Кэнакс», гости одержали победу в овертайме со счётом 2-1. В матче под номером 4, «Даллас» в упорной борьбе снова уступил в овертайме 2-1, на сей раз ворота Марти Турко распечатали сначала Маттиас Олунд, а победную точку встречи поставил Тревор Линден. Следующая игра осталась за «Старз». Бренден Морроу принес победу своей команде со счётом 1-0, забросив лишь по ходу первого овертайма. Таким образом, Турко записал в свой актив уже второй «сухой» матч в плей-офф. Вслед за этим успехом, уже в следующем матче Турко снова не пропускает ни одного гола, «Даллас» выигрывает 2-0, а Марти оформляет третий «сухарь». Эта серия закончилась 23 апреля 2007 года победой «Ванкувера» 4-1. Тревор Линден во второй раз отметился победным голом.
Три «сухие» игры, совершенные Турко в этой серии, представляют собой рекордное количество игр без пропущенных голов в одной серии плей-офф. До этого лишь нескольким голкиперам удавалось подобное. В их числе: Мартин Бродо, Жан-Себастьян Жигер и Майкл Лейтон.
В сезоне 2007/08, Турко помог «Далласу» дойти до финала Западной конференции, где «Старз» в шести матчах уступили «Детройт Ред Уингз».
15 января 2009 года, Турко провел свой 421-й матч в форме «Даллас Старз», что стало абсолютным рекордом для этого клуба.
13 апреля 2010 года появилась информация о том, что после девяти сезонов в форме «Даллас Старз», Марти Турко решил покинуть расположение команды.
2 августа 2010 года на правах свободного агента Турко подписал годичный контракт с обладателем Кубка Стэнли прошлого сезона — «Чикаго Блэкхокс», заменив основного голкипера «ястребов» прошлого сезона Антти Ниеми, который перебрался в «Сан-Хосе Шаркс». По ходу сезона Турко уступил место первого вратаря Кори Кроуфорду. Всего в составе «Блэкхокс» Турко провел 29 матчей, один раз отыграв на ноль.
В декабре 2011 года Турко подписал соглашение с австрийской командой «Ред Булл» из Зальцбурга. Первоначально контракт был рассчитан лишь на игры 16 и 18 декабря в турнире European Trophy Finals/Red Bull Salute. Тем не менее, в следующем месяце, Турко подписывает новый контракт до конца сезона EBEL.
5 марта 2012 года Турко был подписан командой «Бостон Брюинз». Турко предложили контракт после того, как стало известно о том, что резервный вратарь Туука Раск получил тяжелую травму и выбыл на 4-6 недель. По причине того, что контракт с Турко был подписан после окончания дедлайна, Марти не смог принять участие в розыгрыше плей-офф Кубка Стэнли 2012. После окончания сезона он завершил карьеру.

## Статистика выступлений
Последнее обновление: 16 июля 2012 года
|             |                 |               | Регулярный сезон | Регулярный сезон | Регулярный сезон | Регулярный сезон | Регулярный сезон | Плей-офф | Плей-офф | Плей-офф | Плей-офф | Плей-офф |
| Сезон       | Команда         | Лига          | Игр              | М                | ПШ               | «0»              | КН               | Игр      | М        | ПШ       | «0»      | КН       |
| ----------- | --------------- | ------------- | ---------------- | ---------------- | ---------------- | ---------------- | ---------------- | -------- | -------- | -------- | -------- | -------- |
| 1994/95     | Мичиган         | CCHA          | 37               | 2063             | 95               | 1                | 2.76             | —        | —        | —        | —        | —        |
| 1995/96     | Мичиган         | CCHA          | 42               | 2335             | 84               | 5                | 2.16             | —        | —        | —        | —        | —        |
| 1996/97     | Мичиган         | CCHA          | 41               | 2296             | 87               | 4                | 2.27             | —        | —        | —        | —        | —        |
| 1997/98     | Мичиган         | CCHA          | 45               | 2639             | 95               | 4                | 2.16             | —        | —        | —        | —        | —        |
| 1998/99     | Мичиган К-Вингз | IHL           | 54               | 3127             | 136              | 1                | 2.61             | 5        | 300      | 14       | 0        | 2.80     |
| 1999/00     | Мичиган К-Вингз | IHL           | 60               | 3399             | 139              | 7                | 2.45             | —        | —        | —        | —        | —        |
| 2000/01     | Даллас Старз    | НХЛ           | 26               | 1266             | 40               | 3                | 1.90             | —        | —        | —        | —        | —        |
| 2001/02     | Даллас Старз    | НХЛ           | 31               | 1519             | 53               | 2                | 2.09             | 12       | 798      | 25       | 0        | 1.87     |
| 2002/03     | Даллас Старз    | НХЛ           | 55               | 3203             | 92               | 7                | 1.72             | 5        | 325      | 18       | 0        | 3.32     |
| 2003/04     | Даллас Старз    | НХЛ           | 73               | 4359             | 144              | 9                | 1.98             | —        | —        | —        | —        | —        |
| 2004/05     | Юргорден        | Элитная серия | 6                | 356              | 12               | 1                | 2.02             | —        | —        | —        | —        | —        |
| 2005/06     | Даллас Старз    | НХЛ           | 68               | 3910             | 166              | 3                | 2.55             | 5        | 319      | 18       | 0        | 3.38     |
| 2006/07     | Даллас Старз    | НХЛ           | 67               | 3763             | 140              | 6                | 2.23             | 7        | 509      | 11       | 3        | 1.30     |
| 2007/08     | Даллас Старз    | НХЛ           | 62               | 3628             | 140              | 3                | 2.31             | 18       | 1152     | 40       | 1        | 2.08     |
| 2008/09     | Даллас Старз    | НХЛ           | 74               | 4327             | 203              | 3                | 2.81             | —        | —        | —        | —        | —        |
| 2009/10     | Даллас Старз    | НХЛ           | 53               | 3088             | 140              | 4                | 2.72             | —        | —        | —        | —        | —        |
| 2010/11     | Чикаго Блэкхокс | НХЛ           | 29               | 1613             | 82               | 1                | 3.02             | —        | —        | —        | —        | —        |
| 2011/12     | Ред Булл        | EBEL          | 10               | 250              | 12               | 0                | 2.88             | —        | —        | —        | —        | —        |
| 2011/12     | Бостон Брюинз   | НХЛ           | 5                | 261              | 16               | 0                | 3.68             | —        | —        | —        | —        | —        |
| Всего в НХЛ | Всего в НХЛ     | Всего в НХЛ   | 543              | 30,955           | 1216             | 41               | 2.36             | 47       | 3103     | 112      | 4        | 2.17     |